# Terengganu Football Club
Le Terengganu FC est un club malaisien de football basé à Kuala Terengganu, fondé en 1956. 

## Histoire

Ancien logo (1956-2017)

## Palmarès
- Championnat de Malaisie
  - Champion : 1990 et 1998
  - Vice-champion : 1992 et 2001

- Coupe de Malaisie
  - Vainqueur : 2000
  - Finaliste : 1973, 1982, 1998, 2011, 2018 et 2023

- Coupe de la Fédération de Malaisie
  - Vainqueur : 2000 et 2011
  - Finaliste : 1999 et 2004

- Supercoupe de Malaisie
  - Vainqueur : 2001
  - Finaliste : 2002 et 2023